# Gerhard Tersteegen

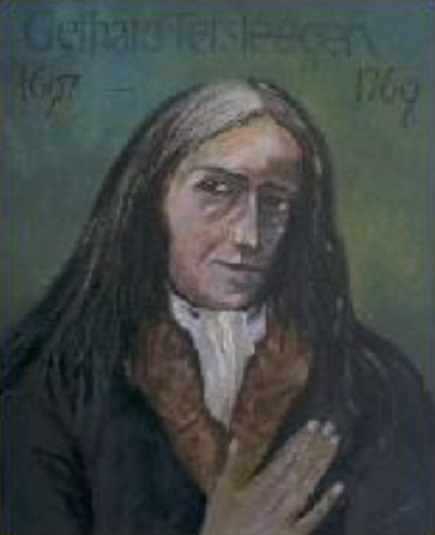
Gerhard Tersteegen (moderne Darstellung; ein zeitgenössisches Porträt existiert nicht)

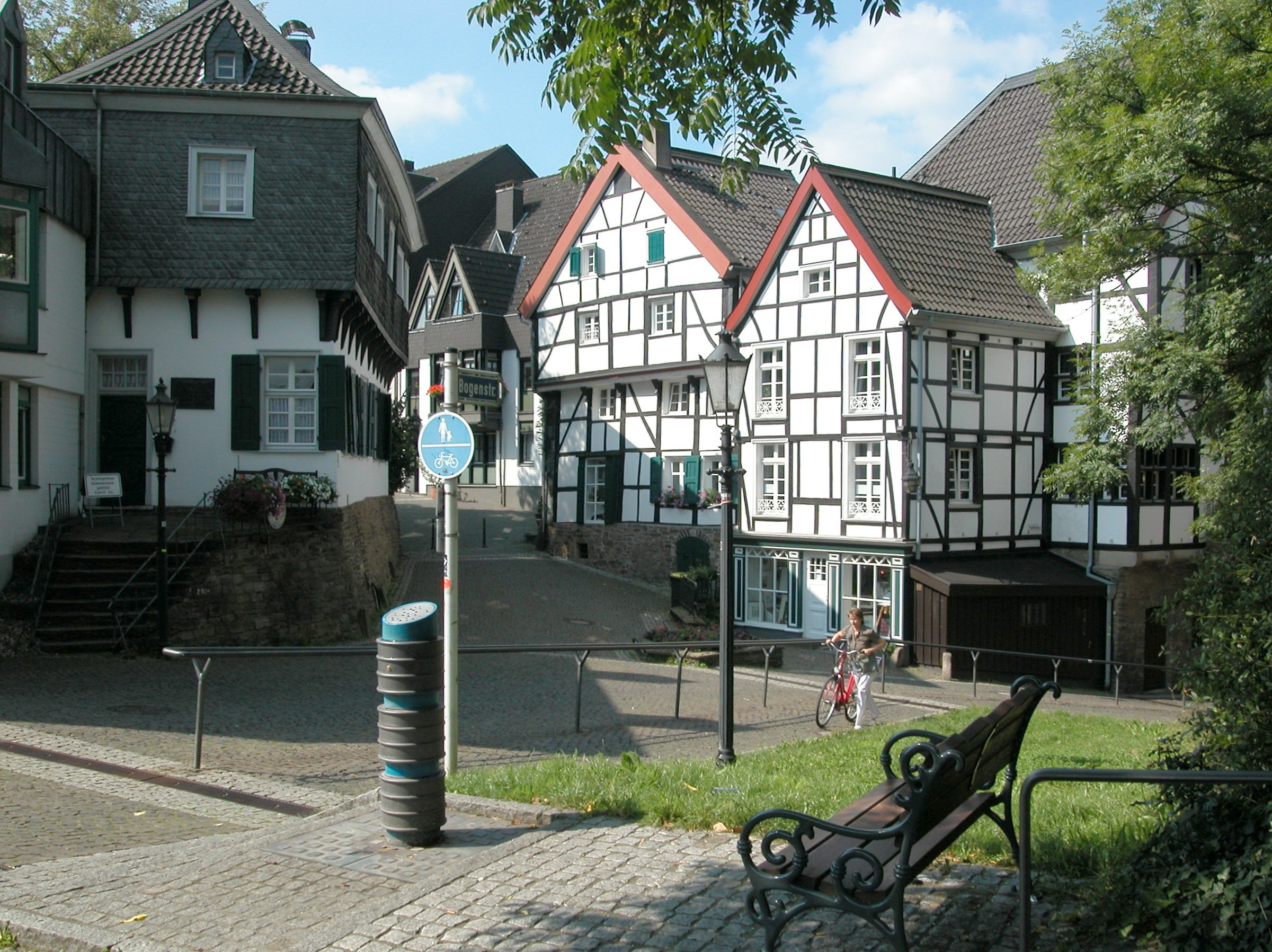
Verbliebener Teil der Altstadt Mülheim an der Ruhr mit dem Tersteegenhaus (links im Bild)

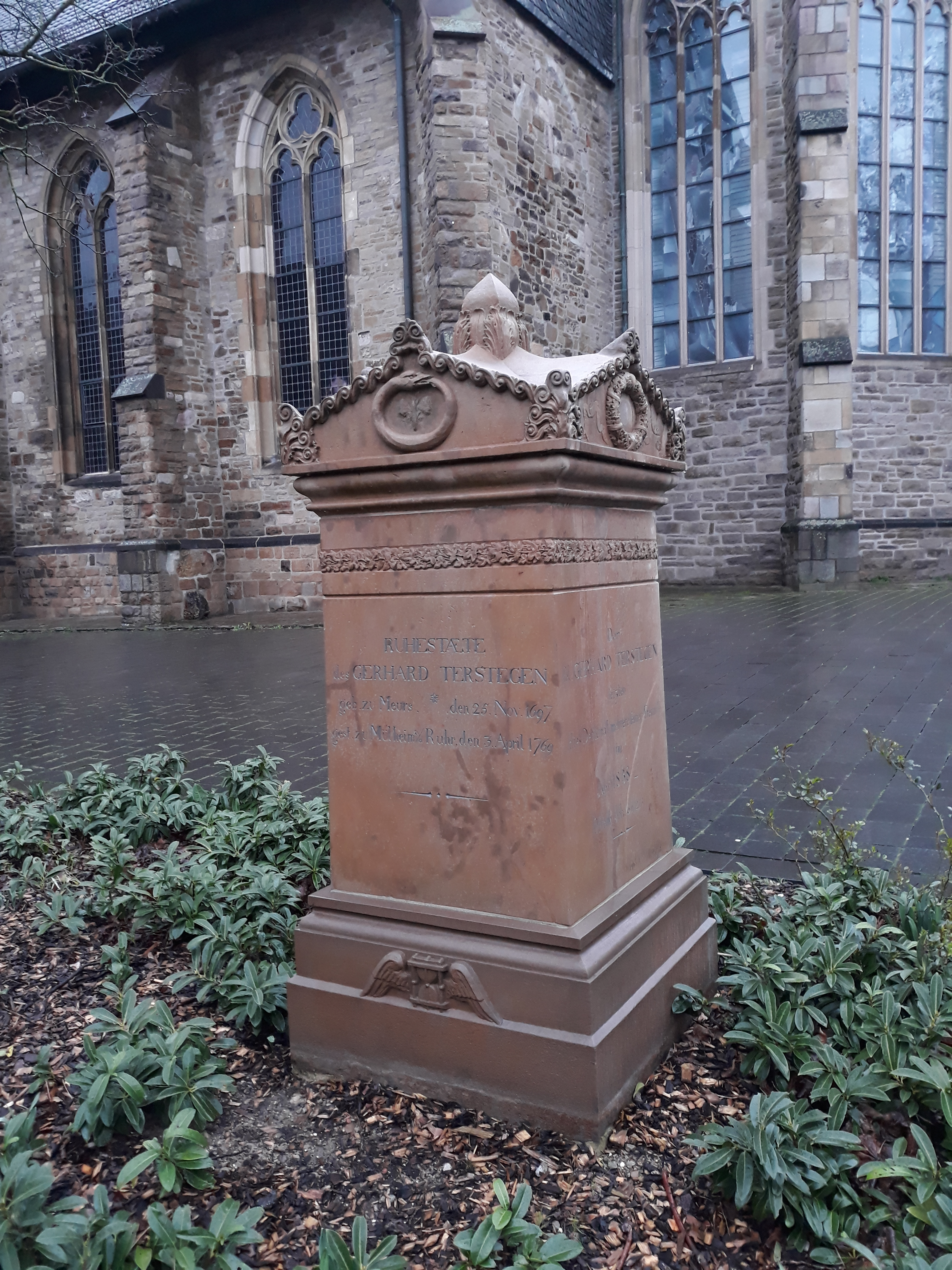
Grabstein für Gerhard Tersteegen an der Petrikirche in Mülheim, errichtet 1838 in der Nähe der vermuteten Begräbnisstelle

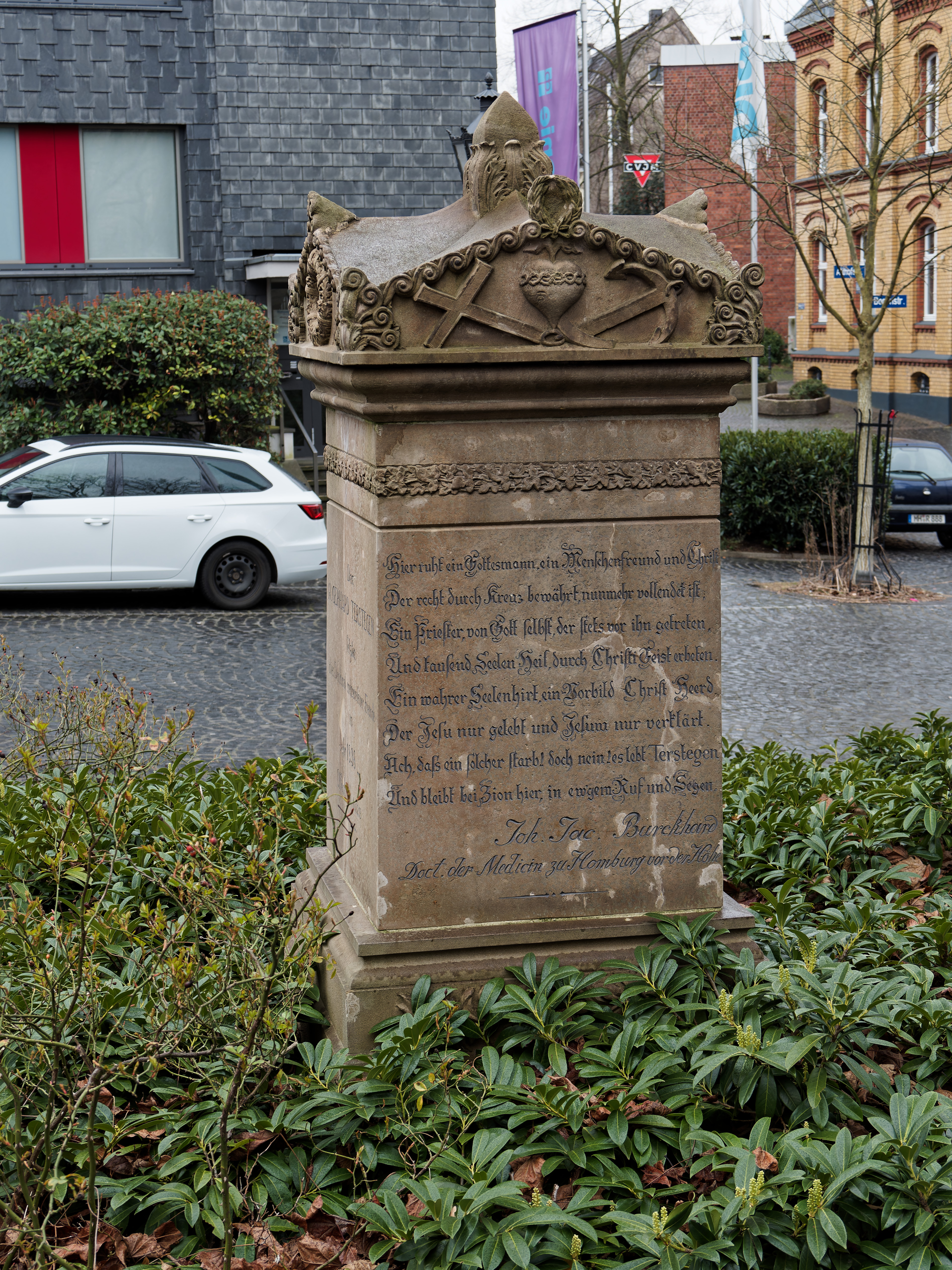
Inschrift auf der Grabsteinrückseite

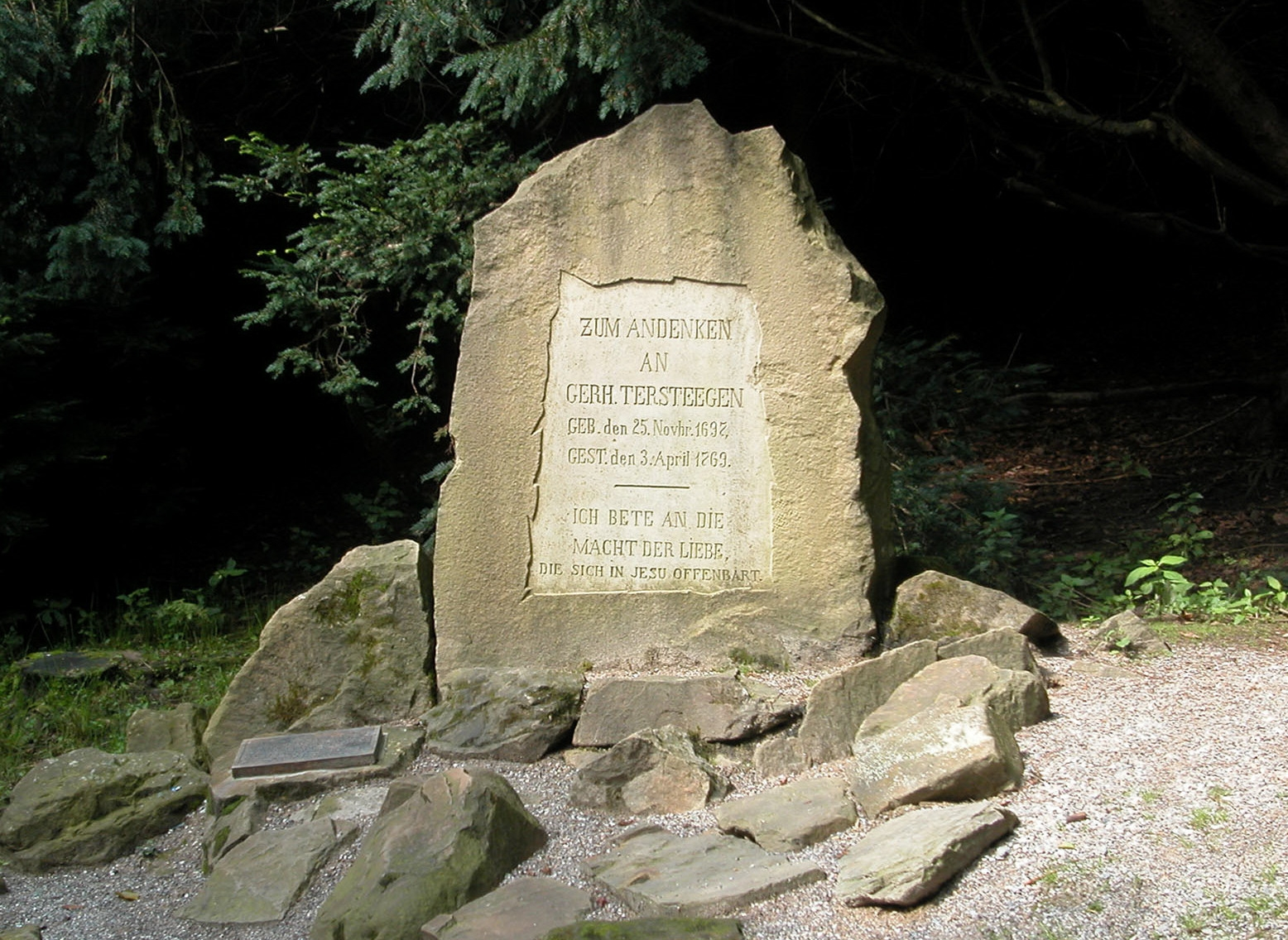
Tersteegendenkmal im Witthausbusch

Gerhard Tersteegen [tɛrˈsteːgn̩] (* 25. November 1697 in Moers; † 3. April 1769 in Mülheim an der Ruhr) war ein deutscher Weber, Laienprediger und Schriftsteller. Er wirkte am Niederrhein als bedeutender Kirchenlieddichter und Mystiker des reformierten Pietismus.

## Leben
Tersteegen stammte aus einem frommen Elternhaus. Er hatte fünf ältere Brüder und zwei Schwestern. Einer seiner Brüder war Prediger, die anderen Kaufleute. Der Vater, der Kaufmann Heinrich Tersteegen, verstarb bereits 1703. Im gleichen Jahr, also im Alter von sechs Jahren, begann Tersteegen mit dem Besuch der Lateinschule Adolfinum, wo er auch Griechisch und Hebräisch lernte. Da seiner Mutter, Maria Cornelia Triboler, die Mittel für ein von ihm gewünschtes Theologiestudium fehlten, ging Tersteegen 1713 zu einem Schwager nach Mülheim, um Kaufmann zu werden. Nach Abschluss der Lehre im Jahr 1717 gründete er ein eigenes Geschäft. 1719 zog er sich wieder aus dem Beruf zurück, da er ihn nach seiner Erweckung mit 16 Jahren zu sehr zerstreute und vom Wachsen der Gnade abhielt. Er suchte sich ein stilleres Gewerbe zuerst als Leineweber, da ihm diese Arbeit nicht gesundheitlich zuträglich war, dann als Seidenbandweber in kärglicher Armut und Einsamkeit. Zugleich nahm er an den Übungen, den wöchentlichen Erbauungsstunden, des Candidaten Wilhelm Hoffmann teil und ergriff hier auch selbst das Wort. 1728 gab er das Weben ganz auf und lebte von Gaben zu seinem Lebensunterhalt und für seine Mildtätigkeit. So wurde er Laienprediger und der einzige Mystiker des reformierten Pietismus, indem er unter anderem Schriften katholischer Mystiker, wie Teresa von Ávila, übersetzte. Er predigte auch am ganzen Niederrhein und in Holland. 1756 musste er dies wegen schlechter Gesundheit einschränken und im März 1769 erkrankte er an Wassersucht (Herzinsuffizienz). Er starb friedlich am 3. April.

## Einfluss und Wirken
Gerhard Tersteegen beeinflusste maßgeblich die junge protestantische Erweckungsbewegung. Sein Büchlein Geistliches Blumen-Gärtlein Inniger Seelen von 1729 enthält Kirchenlieder, von denen manche noch heute gesungen werden: „Für dich sei ganz mein Herz und Leben“ (Strophe 4: „Ich bete an die Macht der Liebe“), „Gott ist gegenwärtig“ (Evangelisches Gesangbuch Nr. 165, Gotteslob Nr. 387), „Jauchzet ihr Himmel, frohlocket ihr Engel in Chören“. Tersteegen gilt bis heute als ‚der‘ Liedermacher reformiert-pietistischer Mystik.

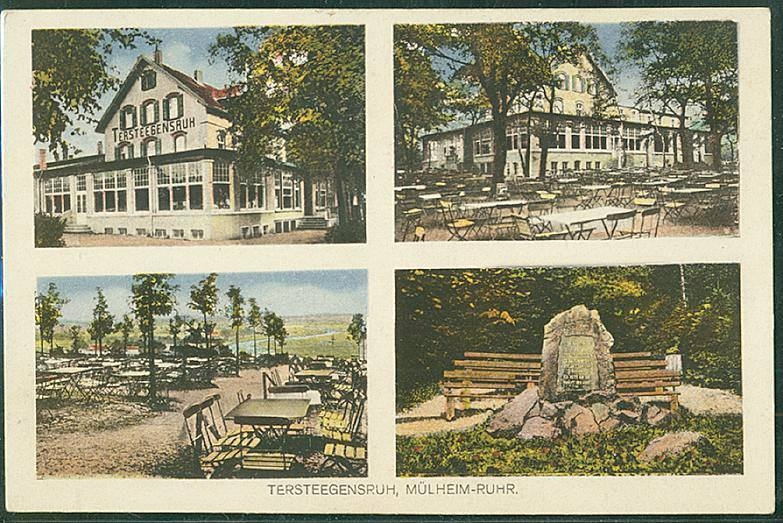
Alte Postkarte von der früheren Gaststätte
[http://mapper.acme.com/?ll=51.412694,6.894028&z=15&t=H&marker0=51.412694,6.894028,File:Tersteegen-.jpg „Tersteegensruh“

### „Ich bete an die Macht der Liebe“: Nachwirkung im Großen Zapfenstreich der Deutschen Bundeswehr
Die Melodie des heute beim Großen Zapfenstreich der deutschen Bundeswehr außer in Bayern regelmäßig gespielten Chorals Ich bete an die Macht der Liebe nach der 4. Strophe von Tersteegens Lied ist ursprünglich eine Komposition des in Sankt Petersburg wirkenden ukrainischen Komponisten Dmitri Stepanowitsch Bortnjanski (1751–1825) zu dem von Michail Matwejewitsch Cheraskow (1733–1807) verfassten, später als Freimaurerlied bekannt gewordenen Text Kol' slaven naš Gospod' v Sione („Wie gepriesen ist unser Herr in Zion“). Diese Liedstrophe wurde am Zarenhof Alexanders I. von Russland eingeführt. Die Zuordnung der Melodie zu der Liedstrophe Gerhard Tersteegens findet sich zum ersten Mal in einem durch den ehemaligen katholischen Priester Johannes Evangelista Goßner (1773–1858), einen aus Bayerisch Schwaben stammenden, 1820–1824 an der Malteserkirche in Sankt Petersburg tätigen pietistischen Pfarrer, und durch den dort an der lutherischen St.-Katharinen-Kirche wirkenden russischen Organisten Iwan Karlowitsch Tscherlizki (1799–1865) bearbeiteten Choralbuch. Enthaltend die Melodien zu der Sammlung auserlesener Lieder von der erlösenden Liebe und den Liedern im Schatzkästchen von Johannes Gossner. Mit Stereotypen gedruckt. Leipzig bei Karl Tauchnitz, 1825, S. 82, [Nr.] 86: Ich bete an die Macht der Liebe [...]. Durch seine Tätigkeit in Berlin (1826–1858) vermittelte Gossner die Melodie, die er in Sankt Petersburg kennengelernt hatte, samt pietistischem Text an den Hof des Königs Friedrich Wilhelms III. von Preußen und seiner Nachfolger.
Die Wechselwirkung zwischen Pietismus und staatstreuem Patriotismus entsprach dem religiösen Hintergrund der 1815 geschlossenen Heiligen Allianz zwischen Preußen, Österreich und Russland, der zum Teil, vermittelt über den Pietisten und zeitweiligen Freimaurer Johann Heinrich Jung-Stilling an Juliane Freifrau von Krüdener, auf Johann Albrecht Bengel zurückgeht. Dieser war der Ansicht, vor dem Beginn des ersten glücklichen Millenniums (1836) schlage der Teufel nochmals um sich; dagegen gelte es, sich zu wappnen.

### Wirkung auf den Radikalen Pietismus
Gerhard Tersteegen übte einen bedeutenden Einfluss auf den radikalen Pietismus aus. Seine Werke, vor allem das Predigtbuch Geistliche Brosamen, Von des Herrn Tisch gefallen, von guten Freunden aufgelesen und hungrigen Herzen mitgeteilt, wurden in diesen Kreisen viel gelesen. Da Tersteegen unverheiratet blieb, deckte sich sein Ideal der sexuellen Askese mit dem der Radikalpietisten. Er wandte sich aber gegen die Abkehr von der Staatskirche, trotz aller Versuche der Herrnhuter Brüdergemeine, ihn für sich zu gewinnen.

### Ausübung der Heilkunst
Ein Teil seiner Nächstenliebe bestand in der Ausübung der Heilkunst. Tersteegen mischte Hausmittel zusammen und verteilte sie unentgeltlich an Bedürftige. 1723 forderte dann ein Gesetz, dass nur Fachleute Arzneien herstellen dürfen. Tersteegen gelang es, den Nachweis seiner Kenntnisse zu erbringen. Schwerere Fälle wurden von ihm aber an die Ärzte der Universität Duisburg verwiesen.
In vielen Städten, besonders in Nordrhein-Westfalen, tragen soziale Einrichtungen, wie Pflege- und Krankenhäuser, auch Altenheime und Gemeindehäuser den Namen von Gerhard Tersteegen. Das wohl bekannteste Tersteegen-Haus ist sein Wohnhaus in Mülheim an der Ruhr (Teinerstraße 1), das er 1746 erwarb und in dem er bis zu seinem Tod wohnte. Heute ist dort das Mülheimer Heimatmuseum angesiedelt. Es zeigt neben seinen Werken Exponate bekannter Mülheimer Künstler.

## Lieder in kirchlichen Gesangbüchern

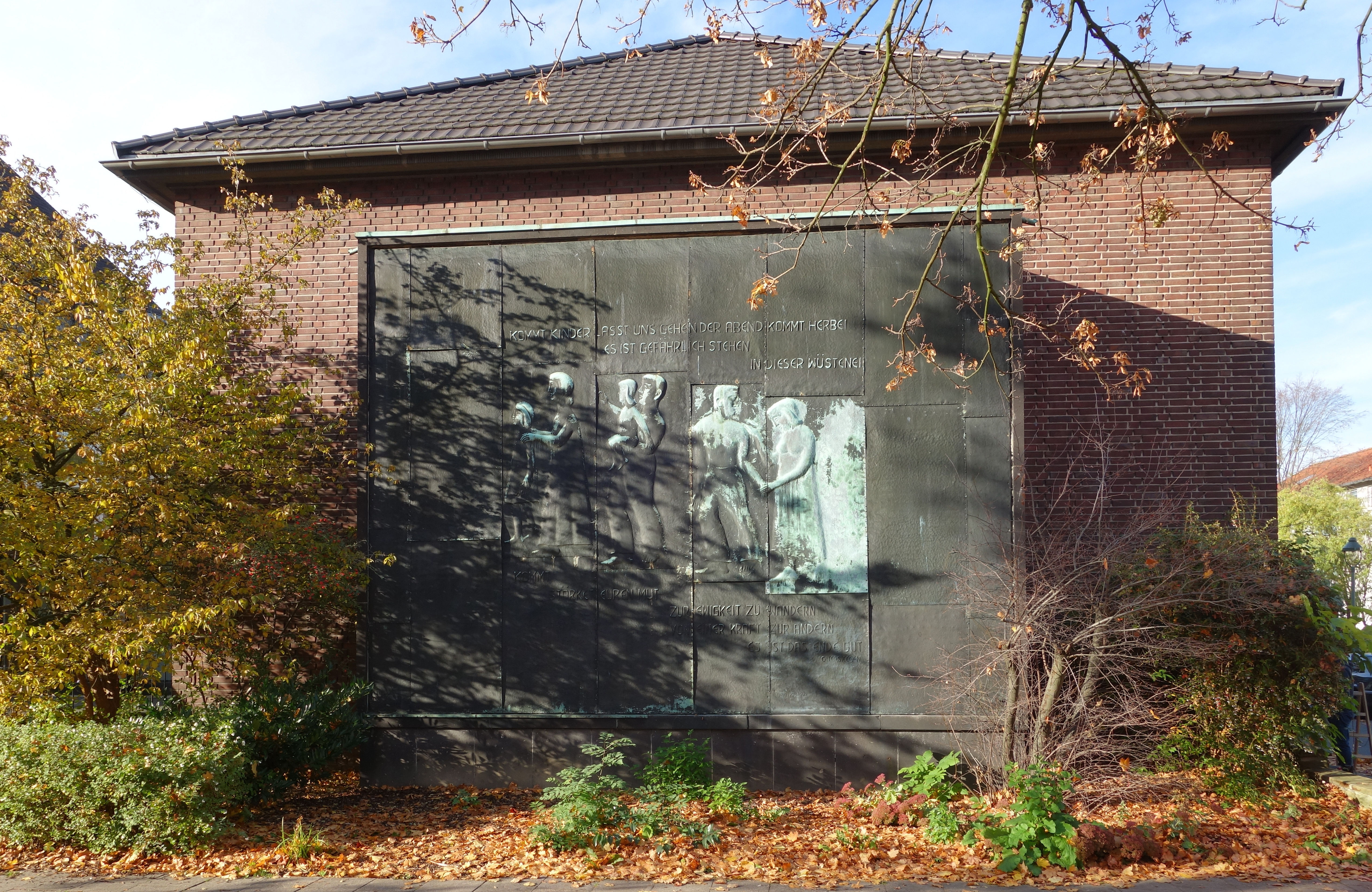
Tersteegen-Kirchengemeinde Düsseldorf, Relief vom Bildhauer Herbert Kühn mit dem Liedtext „Kommt, Kinder, lasst uns gehen“

Im Evangelischen Gesangbuch (EG) sind zehn Lieder von Tersteegen abgedruckt, neun Lieder und ein Gedicht im Gesangbuch der Evangelisch-reformierten Kirchen der deutschsprachigen Schweiz  (RG). Im freikirchlichen Gesangbuch Feiern und Loben (F&L) fanden acht Lieder Aufnahme. Im Mennonitischen Gesangbuch (MG) finden sich drei Lieder von Tersteegen. Manche finden sich auch im römisch-katholischen Gotteslob (GL) oder gehören zur Liste der Arbeitsgemeinschaft für ökumenisches Liedgut (Ö) oder Kinderharfe 1908 (KH):
- Allgenugsam Wesen (RG 661)
- Jauchzet ihr Himmel, frohlocket, ihr Engel, in Chören. (EG 41; RG 404; F&L 211; GL 251; Ö)
- Brunn alles Heils, dich ehren wir. (EG 140; RG 244; F&L 112; MG 64; Ö)
- Ein Tag, der sagt’s dem andern. (RG 755; KH 171)
- Gott ist gegenwärtig. Lasset uns anbeten. (EG 165; RG 162; F&L 1; GL 387; MG 1; Ö)
- Jesus, der du bist alleine Haupt und König der Gemeine. (EG 252)
- Gott rufet noch. Sollt ich nicht endlich hören. (EG 392)
- Kommt, Kinder, lasst uns gehen (EG 393)
- Müder Geist, nun kehr zur Ruh. (Gedicht) (RG 615)
- Nun schläfet man. (EG 480; RG 623)
- Nun sich der Tag geendet. (EG 481; F&L 475; Ö)
- O Gott, o Geist, o Licht des Lebens. (RG 510)
- Ich bete an die Macht der Liebe. (in mehreren EG-Regionalteilen; RG 662; F&L 358, MG 41)
- Der Abend kommt, die Sonne sich verdecket. (EG-Regionalteile Hessen-Nassau und Kurhessen-Waldeck 645)
- Gott, du bist Licht und wohnst im Licht. (F&L 359)
- Nun so will ich denn mein Leben. (F&L 360)
- Ich schließe mich aufs Neue. (F&L 397)
- Siegesfürst und Ehrenkönig (EKG 95)
- Wann sich die Sonn erhebet. (RG 573)

## Aufnahmen
Dem dichterischen Werk Tersteegens haben Musikproduzenten wie Margret Birkenfeld und Gerhard Schnitter schon Konzeptproduktionen mit bekannten Chören wie dem Wetzlarer Jugendchor oder dem Solistenensemble gewidmet:
- Margret Birkenfeld: Gott ist gegenwärtig. Gerth Medien, 1981.
- Gerhard Schnitter: Gott ist gegenwärtig. Hänssler Verlag, 2002.

## Werke

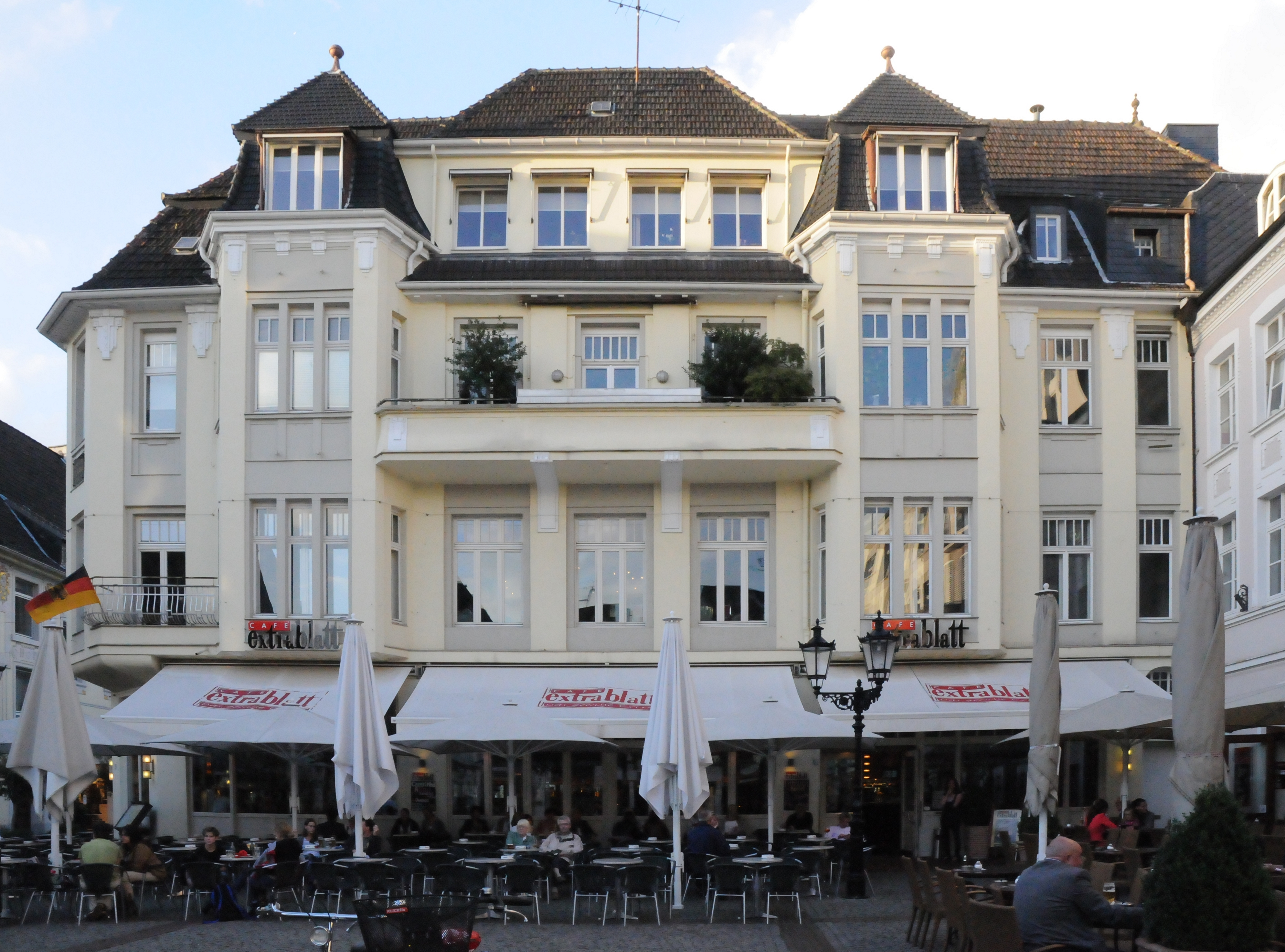
Tersteegens Geburtshaus in Moers am Altmarkt

- Weg der Wahrheit, Die da ist Nach der Gottseligkeit. G. C. B. Hoffmann, Cleve 1768 (Digitalisat)
- (Als Bearbeiter und Hrsg.): Außerlesene Lebensbeschreibungen Heiliger Seelen (In welchen nebst derselben Lebens-Historie / hauptsächlich angemerket werden die Innere Führungen Gottes über Sie / und die mannigfaltige Austheilungen seiner Gnaden in Ihnen / Wobei viele wichtige Nachrichten in allen Ständen des Christlichen Lebens vorkommen / Zur Bekräftigung der Wahrheit und Möglichkeit des Inwendigen Lebens / Aus verschiedenen glaubwürdigen Urkunden / in möglichster Kürze zusammen getragen.) 3 Bände, ca. 1500 S. 1785 Essen; Bd.2: digital bei archive.org
- Gerhard Terstegen’s Geistliches Blumengärtlein inniger Seelen. Frankfurt 1729. (Digitalisat in der Digitalen Bibliothek Mecklenburg-Vorpommern). Neuausgabe Hofenberg, Berlin 2017, ISBN 978-3-7437-1614-8.
- Gottesfürchtige und erbauende Briefe über verschiedene Gegenstände, die das innere Leben oder die fortwährende Ausübung des Christenthums betreffen. Essen 1836 (Digitalisat)
- Geistliche Reden. Vandenhoeck & Ruprecht, Göttingen 1979.
- Gerhard Tersteegen: Geistliche Brosamen. Eine Sammlung verschiedener Erweckungsreden, gehalten zu Mülheim an der Ruhr. 3 Bände. Bad Liebenzell 1988.
- Wir sind hier fremde Gäste. Eine Auswahl aus seinen Schriften. Herausgegeben von Walter Nigg. 2. Aufl. Wuppertal 1980.
- Briefe in niederländischer Sprache. Vandenhoeck & Ruprecht, Göttingen 1982.
- Briefe. 2 Bände; hrsg. von Gustav Adolf Benrath. Texte zur Geschichte des Pietismus, Abteilung V, Band 7; Göttingen: Vandenhoeck & Ruprecht, 2008.
- Unpartheiischer Abriß christlicher Grundwahrheiten. 1724; posthum 1801 Spelldorf/Mülheim, digital bei archive.org
- Gerhard Tersteegen: Nachgelassene Aufsätze und Abhandlungen. Herausgegeben aus Anlaß der Einweihungsfeier des am 6. Apr. 1838 zu Mülheim a. d. Ruhr gesetzten Denkmals. Essen 1842.
- Der Weg in die Weite. Aus dem Leben und den Schriften Gerhard Tersteegens. Hrsg. von Edgar Schacht. Hamburg 1938.
- Gerhard Tersteegen: Gott ist gegenwärtig. Eine Auswahl aus seinen Schriften. 2. Aufl. Stuttgart 1963.
- Gerhard Tersteegen: Abhandlungen zu Frömmigkeit und Theologie. Hrsg. von Johannes Burkardt. Edition Pietismustexte, Bd. 12; Leipzig: Evangelische Verlagsanstalt, 2018.

### Übersetzungen
- Thomae a Kempis Bücher von der Nachfolge Jesu Christi : auffs neue, nach einer der allerältesten Handschrifften, treulich übersetzet, und an statt des vierten Buchs vermehret mit denen Göttlichen Hertzens-Gesprächen des gottseligen Gerlachs, insgemein genandt der andere Thomas a Kempis, nun erstlich verteutschet ... van der Smissen, Düsseldorf 1730. (Digitalisat)
- Madame Guyon: Die Heilige Liebe Gottes, Und die Unheilige Natur-Liebe. Schmitz, Solingen 1751 (L’Ame amante de son Dieu) (Digitalisat)
- Johannes Burkardt: Gerhard Tersteegen. Die Bernières-Louvigny-Übersetzungen. (=Siegener Beiträge zur Reformierten Theologie und Pietismusforschung Bd. 5). Luther-Verlag, Bielefeld 2023.

## Gedenktag
3. April im Evangelischen Namenkalender.

## Weitere Quellen
- Stadtarchiv Mülheim an der Ruhr, Bestand 881 (Tersteegensammlung)